# Plehan
Plehan je brežuljak visok oko 315 m, oko 9 km jugoistočno od Dervente, a naziv mu, smatra se, potječe od glagola plehati, odnosno pleati, tj. lupati, razbijati kamen, jer se tu od davnina obrađivao čvrsti kamen, od kojeg se pravilo i nadaleko izvozilo mlinsko kamenje. Tako se obično narodnom etimologijom tumači ime "Plehan". Budući da je etimološki i uopće jezično teško pravdati taj glagol pleati, jer jednostavno ne postoji, bit će prije da brijeg Plehan ime vuče od starog slavenskog pridjeva plehiv/plešiv, za koji se kasnije uobičajio turski pridjev ćelav, te bi Plehan – kao i planina Plješivica – mogao označavati jednostavno golo brdo.
Imenom Plehan danas se praktično označuje samo vrh brijega na kojem se nalazi Franjevački samostan Plehan s crkvom sv. Marka Evanđelista. Iako je to jedan od najstarijih zabilježenih toponima, ni u jednoj karti izdanoj u vrijeme bivše Jugoslavije ime Plehan – namjerno – nije zabilježeno: samostan se i danas službeno nalazi u selu Kovačevci. No, kako se cijela župa naziva plehanskom, tako se svi župljani osjećaju i nazivaju sebe Plehančanima. A jer je plehanska župa najstarija na cijelom području od Doboja do Save i jer su praktično od nje nastale sve druge župe (danas ih ima petnaest), sasvim je opravdano što mnogi čitavo ovo područje nazivaju plehanskim krajem.

## Samostan i crkva sv. Marka
Na Plehanu je u srednjem vijeku podignuta franjevačka crkva promjera 15x10 metara. Oko nje se prostirala nekropola stećaka koja je prerasla u današnje groblje.
Godine 1853. na tom brežuljku franjevci započinju graditi samostan, a crkva sv. Marka je dovršena 1870. Proširena je 1902. godine u neoromaničkom stilu s dva niza stupova i polukružnom apsidom što je ostavljalo dojam monumentalnosti i sklada. Taj dojam je pojačao niz vitraja i mozaika te zidne slikarije talijanskog slikara Marka Antoninija.
U samostanu je uređena knjižnica koja je obogaćena brojnim značajnim teološkim, filozofskim, povijesnim i književnim djelima. Pored župnog arhiva (od 1763. godine), tu je pohranjena i druga povijesna građa. Franjevci su se bavili i istraživanjem i čuvanjem starina te je dio samostana služio i kao muzej. Pored škole i studija teologije, na Plehanu je 1888. godine pokrenuta i izdavačka djelatnost s listom Novi prijatelj Bosne fra Josipa Dobroslava Božića.

## Uništenje samostana
Tijekom Drugog svjetskog rata plehanski puk je desetkovan (poginulo je čak 3904 Hrvata), a 50-ih godina mnogi su iseli prema zapadnoj Europi.
Početkom srpske oružane agresije na BiH 1992. godine među prvima na udaru našao se i samostan Plehan. Od 25. travnja do 8. svibnja na crkvu je palo čak 3000 projektila, a nakon konačnog pada srpska vojska je s dvije tone eksploziva pretvorila već teško oštećenu crkvu i samostan u prah i pepeo.
Plehan je danas u Republici Srpskoj, i povratak plehanskog puka i franjevaca je izrazito spor. Neuspjeli pokušaj povratka 24. travnja 1997., kada su skupine katolika kamenovane, a kardinal Vinko Puljić bio zatočen u Derventi, nije pokolebao prognane Hrvate i franjevce da 23. studenoga 2001. počnu s gradnjom nove župne crkve sv. Marka na Plehanu.